# Sammy 2 - La grande fuga
Sammy 2 - La grande fuga (Sammy's avonturen 2) è un film d'animazione del 2012, diretto da Vincent Kesteloot e Ben Stassen, e seguito di Le avventure di Sammy.

## Trama
Durante la schiusa delle uova, Sammy, Ray e i loro nipoti Ella e Ricky vengono catturati da un peschereccio. Questi ultimi riescono a scappare, mentre Sammy e Ray arrivano, insieme all'aragosta dalla doppia personalità Lulu e al pesce blob Jimbo, in un grande acquario sottomarino di Dubai, il cui re è il cavalluccio marino Big D III. Nonostante quest'ultimo si riservi il diritto di elaborare un piano di fuga e stia cercando di attuarne uno da tempo, Sammy e Ray decidono di trovare da soli un modo per scappare dall'acquario insieme a tutti gli altri ospiti; intanto, Ella e Ricky incontrano il polpo Annabel e sua madre Daisy, e partono con loro alla ricerca dei nonni per aiutarli.

## Colonna sonora
1. Greyson Chance – Stranded – 3:44
2. Rachid Taha – Rock El Casbah – 4:33
3. The Champs – Tequila – 2:12
4. Renato Carosone – Tu Vuo Fà L'Americano – 3:27
5. The B-52's – Rock Lobster – 6:50
6. Givers – Atlantic – 4:54
7. Gonzales – Working Together – 3:16
8. Free Drinks – 1:21
9. Sammy's Adventures – 1:44
10. Trapped in a Loony Bin – 1:25
11. Oil Plan – 2:14
12. Escape Attempt – 2:32
13. I'm the Boss – 1:11
14. Showtime – 2:09
15. Bird Attack – 1:48
16. Barracuda Chase – 2:44
17. The Big Escape – 2:10
18. Darius Rucker – True Believers – 4:13

## personaggi
- Sammy: è una tartaruga verde amica di Ray e nonno di Ella.
- Ray: è una tartaruga liuto amica di Sammy e nonno di Ricky.
- Ella: è la nipotina di Sammy e grande amica di Ricky.
- Ricky: è il nipotino di Ray e grande amico di Ella.
- Big D: l'antieroe del film. è un cavalluccio marino capo della grande vasca. Egli agisce come se fosse un capo della malavita che fa credere a tutti di avere dei piani di fuga che si rivelano essere fallimentari e lui stesso sceglie di restare nella grande vasca perché nell' oceano sarebbe un piccolo cavalluccio marino e una facile preda per chiunque.
- Annabel: è una piccola femmina di polpo figlia di Daisy e amica di Ricky ed Ella durante la ricerca dei nonni.
- Jimbo: è un pesce blob finto morto per scappare dall' acquario. Diviene subito amico di Sammy e Ray ed anche dei loro nipoti.
- Alain e Delon: sono due murene verdi al servizio di Big D, entrambi rappresentano i  " tipici scagnozzi " poco competenti e poco svegli, ma sanno rivelarsi intimidatori. Prendono il nome dal attore francese Alain Delon.
- Manuel e Consuelo: sono una coppia di Pargo gallo con accento spagnolo. A differenza degli altri pesci, decidono di rimanere all' acquario per stare da soli.